# Antonio de Leyva
Antonio de Leiva, I príncipe de Ascoli, I marqués de Stela y I conde de Monza (Leiva, La Rioja, 1480-Aix-en-Provence, 7 de septiembre de 1536), fue un militar español destacado en las guerras italianas.

## Biografía
Riojano, perteneciente a una familia de Navarra, nació en la villa riojana de Leiva, hijo de Juan Martínez de Leiva, señor de Leiva, y de su mujer Constanza Hurtado de Mendoza. Comenzó su carrera militar en las Alpujarras en 1502, derrotando a los mudéjares, últimos combatientes del reconquistado Reino de Granada. En marzo de 1503 llegó a Calabria, en el sur de la península itálica, con la armada de Luis Portocarrero enviada desde Cartagena en apoyo del Gran Capitán Gonzalo Fernández de Córdoba, que estaba enfrentado con las fuerzas francesas en la guerra de Nápoles.
A las órdenes de Fernando de Andrade, sucesor de Portocarrero tras la muerte de éste, combatió al ejército francés de Bérault Stuart d'Aubigny, que fue derrotado en Seminara. Más tarde estuvo en Milán y en la infructuosa campaña contra la Provenza (1524) en el transcurso de la Guerra Italiana de 1521-1526, en la que las fuerzas de Fernando de Ávalos, marqués de Pescara, entre las que se encontraba Leyva, debieron retirarse sin haber podido conquistar Marsella.
Su posterior destino fue de gobernador de Pavía, ciudad que fue asediada por los ejércitos franceses de Francisco I entre octubre de 1524 y febrero de 1525 durante el cual Leyva dio tiempo a las fuerzas imperiales a reorganizarse y atacar a los franceses en la famosa batalla de Pavía.
En 1525 sucedió a Ávalos como general en jefe de los ejércitos imperiales en el ducado de Milán. El mismo año contuvo al sedicioso Gian Giacomo Médici, al que infligió una hábil derrota en Carate Brianza disfrazando su ejército de refuerzos enemigos, pero sin lograr capturarle. En abril de 1528, Leyva negoció con Médici en Pioltello su regreso a las fuerzas imperiales a cambio de ratificar sus feudos, aunque los problemas entre ambos no acabarían hasta 1532.
En 1535 cuando el último duque de Milán, Francisco II Sforza, murió sin descendencia, el emperador Carlos I designó a Leyva como gobernador de Milán.
Posteriormente luchó contra los turcos frente a Viena y junto al Emperador, en África. Se ha dicho de él que tuvo una gran experiencia militar, era valiente, enérgico, tan acostumbrado a mandar como a obedecer, fecundo en recursos y capaz de intentarlo todo y sufrirlo todo por salir airoso en sus empresas. Murió de gota durante la campaña en Provenza del año 1536, pero fue enterrado en la ahora destruida iglesia de San Dionigi.
Sus descendientes vivieron en Milán, llegando a ser una de las más prominentes familias. Una de sus descendientes fue la denominada Monja de Monza, Virginia María de Leyva.

## Descendencia
Casó con Castellana de Vilaragut de Fabra, siendo padres de:
1. Luis de Leyva, II príncipe de Áscoli, II marqués de Atela, II conde de Monza, casado con Mariana de la Cueva y Cabrera, hija de Fernando de Cabrera y Bobadilla, I conde de Chinchón, y de Teresa de la Cueva y Toledo, hija de los II duques de Alburquerque. Hubo: 
  1. Antonio Luis de Leyva (?-1569), III príncipe de Áscoli, III marqués de Atela y II conde de Monza, casado con Eufrasia de Guzmán, sin descendencia
2. Constanza de Leyva, que casó con Francisco Fernández de la Cueva y Girón, IV duque de Alburquerque.

## Homenajes
En Madrid una calle lleva su nombre. Se trata del trazado de la antigua carretera de Toledo entre la glorieta del Marqués de Vadillo y la Plaza de Fernández Ladreda (conocida como Plaza Elíptica), donde enlaza con la actual carretera de Toledo. Recibió este nombre en 1921.
En Zaragoza, también tiene una calle dedicada, concretamente en el popular barrio Oliver.
Asimismo, en Barcelona se le dedicó una calle que discurre por los barrios de Sants y Hostafrancs, en el distrito de Sants-Montjuïc.
En Salamanca cuenta con un medallón en la Plaza Mayor.